# Museen am Meer
Museen am Meer (Eigenschreibweise museen am meer) ist ein Zusammenschluss von acht in der Kieler Innenstadt gelegenen wissenschaftlichen Sammlungen und Museen.

## Das Projekt
Zum Verbund gehören:
- die Antikensammlung in der Kunsthalle Kiel
- das Aquarium GEOMAR
- die Kunsthalle zu Kiel
- die Medizin- und Pharmaziehistorische Sammlung
- das Schifffahrtsmuseum Kiel
- die Stadtgalerie Kiel
- das Stadtmuseum Warleberger Hof und
- das Zoologische Museum

Die drei öffentlichen Träger dieser acht Museen sind die Christian-Albrechts-Universität zu Kiel, das GEOMAR/Helmholtz-Zentrum für Ozeanforschung Kiel und die Landeshauptstadt Kiel. Sie schlossen 2010 eine Kooperationsvereinbarung mit dem Ziel, die gemeinsame Marke museen am meer zu entwickeln. Seit 2011 bündeln die acht Museen ihre Ressourcen für das auf drei Jahre angelegte EU-Projekt und entwickeln unter der Marke museen am meer Ideen und Angebote, um die Attraktivität der Kieler Innenstadt für Besucher zu erhöhen. Im Zentrum der Verbundaktivitäten stehen eine gemeinsame Marketingstrategie sowie die Entwicklung von Sonderprogrammen für alle Altersklassen.

## Die Häuser

### Antikensammlung in der Kunsthalle zu Kiel
Die 1843 gegründete Antikensammlung im Gebäude der Kunsthalle zu Kiel ist die einzige Sammlung in Schleswig-Holstein, die Werke der antiken Kulturen des Mittelmeerraumes sammelt, erforscht und präsentiert. Das Museum besitzt eine umfangreiche Sammlung antiker Originalwerke (griechische Tongefäße und antike Kleinkunst) sowie eine große Abgusssammlung der bedeutendsten Skulpturen der Griechen und Römer (u. a. Parthenon-Skulpturen, Apoll vom Belvedere, Laokoon).

### Aquarium Geomar
Das Aquarium am GEOMAR/Helmholtz-Zentrum für Ozeanforschung Kiel zeigt heimische und exotische Meeresbewohner in einer naturgetreuen Umgebung. In 16 Becken können die Besucher Tiere in den natürlichen Lebensräumen der Nord- und Ostsee, des Nordatlantiks und der tropischen Korallenriffe bestaunen. Moderne Kreislauftechnik und neueste wissenschaftliche Erkenntnisse garantieren eine artgerechte Haltung der empfindlichen Meeresbewohner.

### Kunsthalle zu Kiel
Die Kunsthalle zu Kiel ist ein Museum und ein Universitätsinstitut der Christian-Albrechts Universität zu Kiel. Das 1909 eingeweihte Haus ist zusätzlich Sitz des 1843 gegründeten Schleswig-Holsteinischen Kunstvereins. Zur Sammlung gehören Werke von der Dürerzeit bis zur Gegenwart, von der Malerei bis zur Videokunst. Einen Sammlungsschwerpunkt bilden die sogenannten russischen Wandermaler des 19. Jahrhunderts, deutsche Expressionisten und Künstler der Neuen Sachlichkeit sowie das größte Konvolut von Arbeiten des Malers Christian Rohlfs. Die Graphische Sammlung zeigt seit 2011 wechselnde Ausstellungen aus ihren Beständen in dauerhaft für sie eingerichteten Räumen.

### Medizin- und Pharmaziehistorische Sammlung
Die Medizin- und Pharmaziehistorische Sammlung der Universität Kiel zeigt spannende Einblicke in die Pharmaziegeschichte der letzten Jahrhunderte und lässt die Besucher die medizinische Forschung und die Behandlungsmethoden der Vergangenheit hautnah erleben. Zahlreiche insbesondere aus Kiel und Schleswig-Holstein stammende historische Instrumente und Geräte warten auf die Museumsbesucher. Einen Einblick in die Geschichte der medizinischen Ausbildung an der Kieler Universität gewähren über 500 pathologische und gerichtsmedizinische Feuchtpräparate.

### Schifffahrtsmuseum
Die imposante Fischhalle von 1910 direkt am Kieler Hafen beherbergt seit 1978 das Kieler Schifffahrtsmuseum. In dem historischen Gebäude wird in einer Dauerausstellung die maritime Geschichte der Hafen-, Marine- und Werftenstadt Kiel dargestellt. Die Schausammlung erzählt mit zahlreichen maritimen Objekten die Geschichte der Seestadt Kiel und ihrer maritimen Verbindungen in alle Welt.

### Stadtgalerie Kiel
Die Stadtgalerie Kiel befindet sich in der Kieler Innenstadt gegenüber dem Holstenplatz. In ihren 1.200 m² umfassenden, großzügigen Ausstellungsräumen werden vorrangig Ausstellungen zur zeitgenössischen Kunst gezeigt. Schwerpunkte sind Wechselausstellungen zur Kunst aus dem Ostseeraum sowie zur regionalen und internationalen Gegenwartskunst. Die Kunstsammlung der Stadtgalerie Kiel enthält Werke des 20. und 21. Jahrhunderts regionaler Künstler vom Expressionismus bis heute. Einen Schwerpunkt bilden Arbeiten von Absolventen der Muthesius Kunsthochschule. In einer ständigen Ausstellung bietet die Heinrich-Ehmsen-Stiftung einen Überblick über das malerische und grafische Werk des in Kiel geborenen expressionistischen Künstlers Heinrich Ehmsen.

### Stadt- und Schifffahrtsmuseum Warleberger Hof
Das Stadtmuseum befindet sich im Warleberger Hof, dem ältesten noch erhaltenen Kieler Adelshof aus dem frühen 17. Jahrhundert mit mittelalterlichem Gewölbekeller. Das Gebäude wurde in den vergangenen Jahren aufwendig saniert. Es bietet heute auf drei Etagen ein barrierefreies Ambiente für abwechslungsreiche Sonderausstellungen zur Stadt- und Kulturgeschichte des 19. und 20. Jahrhunderts.

### Zoologisches Museum
Das Zoologische Museum in Kiel präsentiert Erkenntnisse der modernen Meeresforschung, des Excellenzclusters „Ozean der Zukunft“ und der Evolutionsforschung. Das einmalige lichthelle Gebäude ist ein Martin-Gropius-Bau aus der Mitte des 19. Jahrhunderts von architektonischer Weltgeltung. Das Museum beherbergt die artenreichste Walausstellung Deutschlands mit 13 Skeletten von Walen aus Schleswig-Holstein.

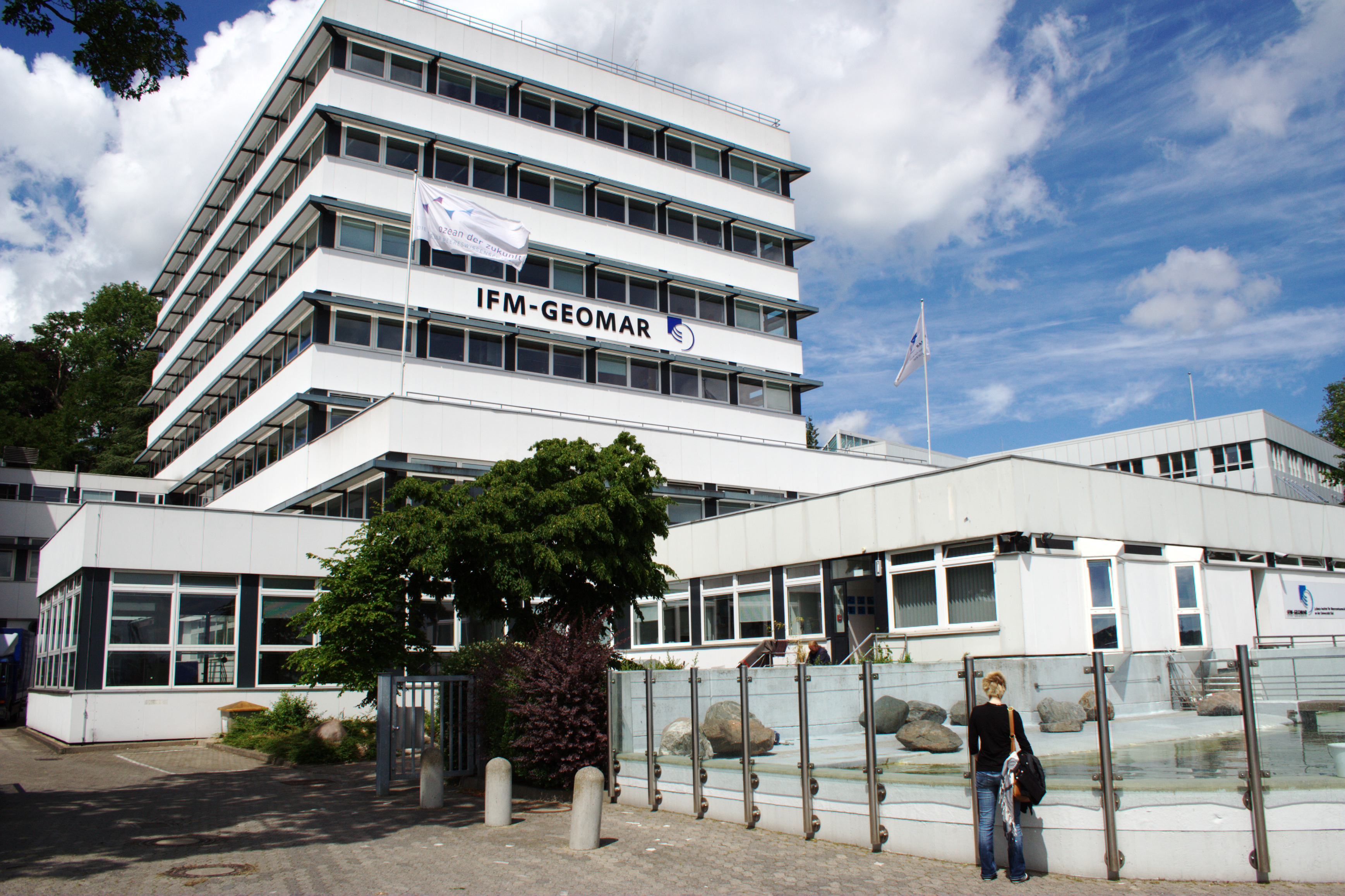
Aquarium GEOMAR
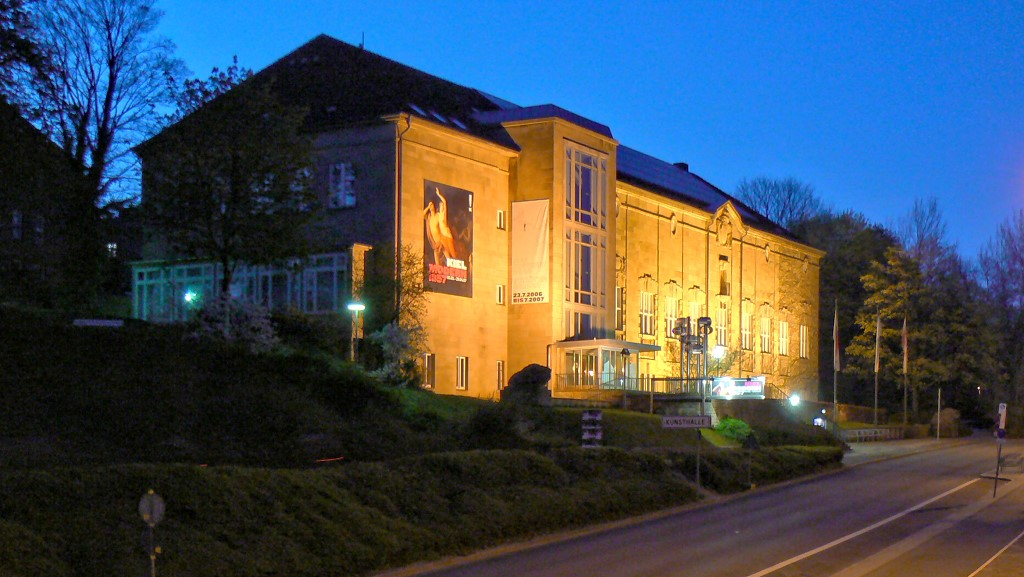
Kunsthalle zu Kiel
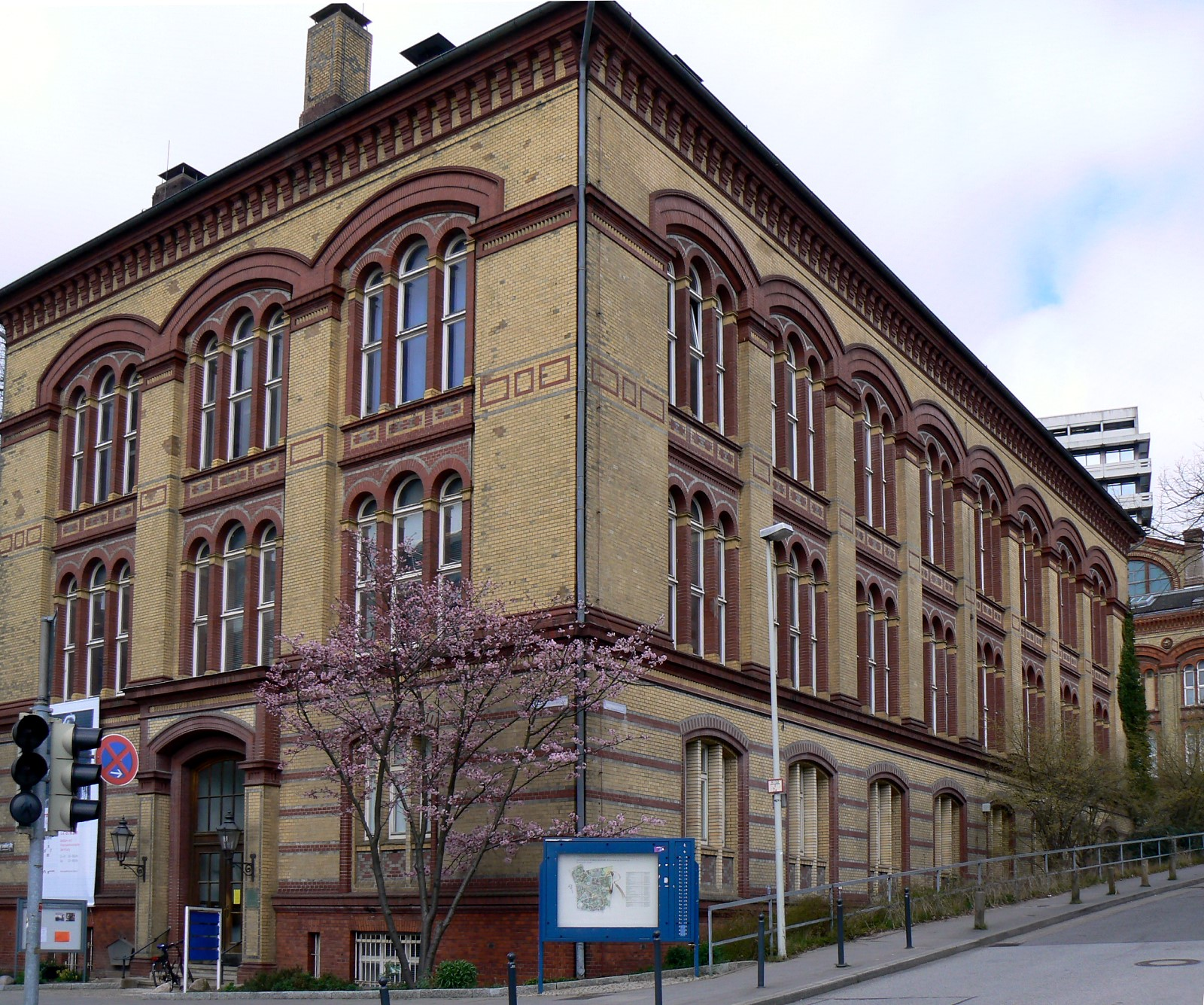
Medizin- und Pharmaziehistorische Sammlung
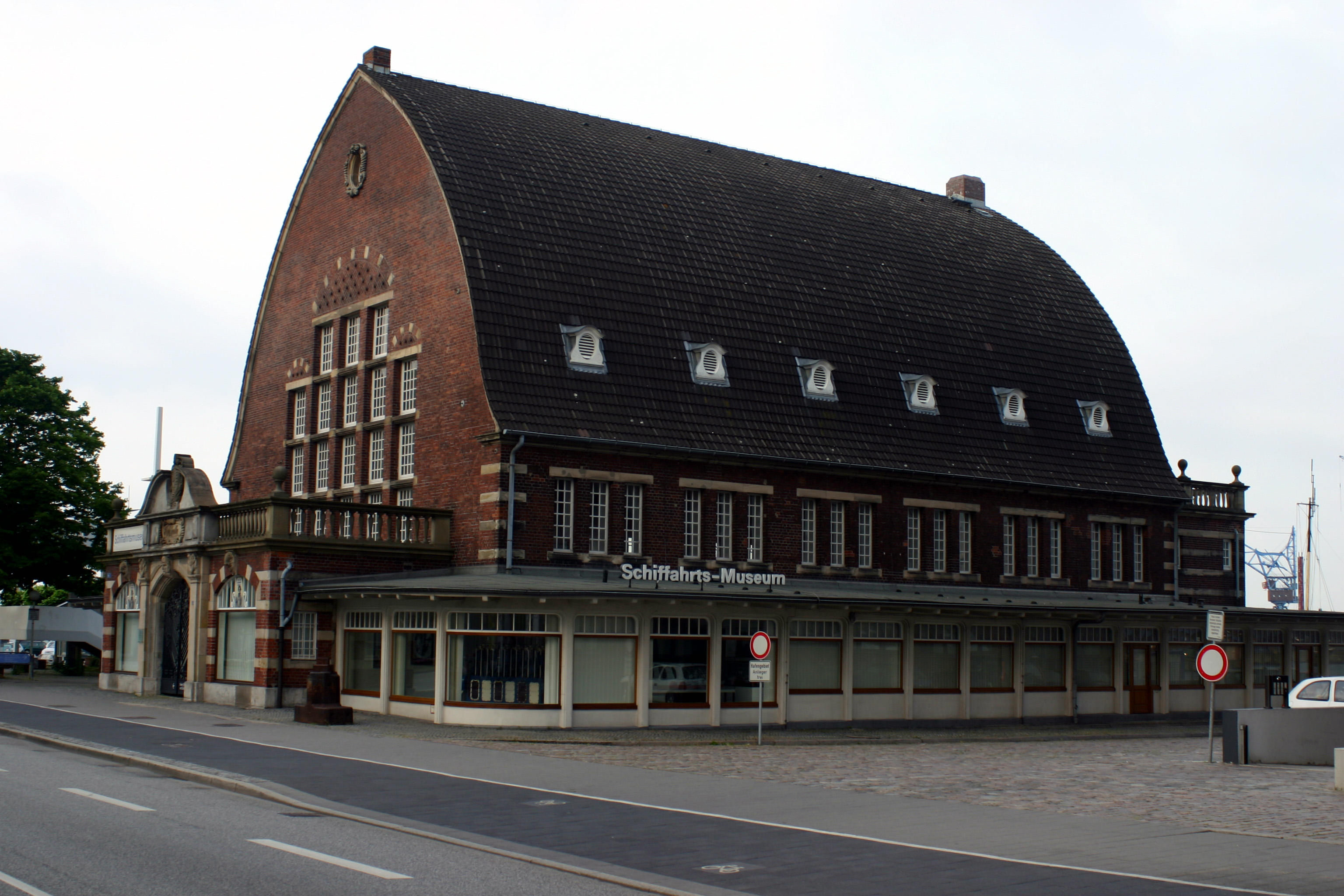
Schifffahrtsmuseum
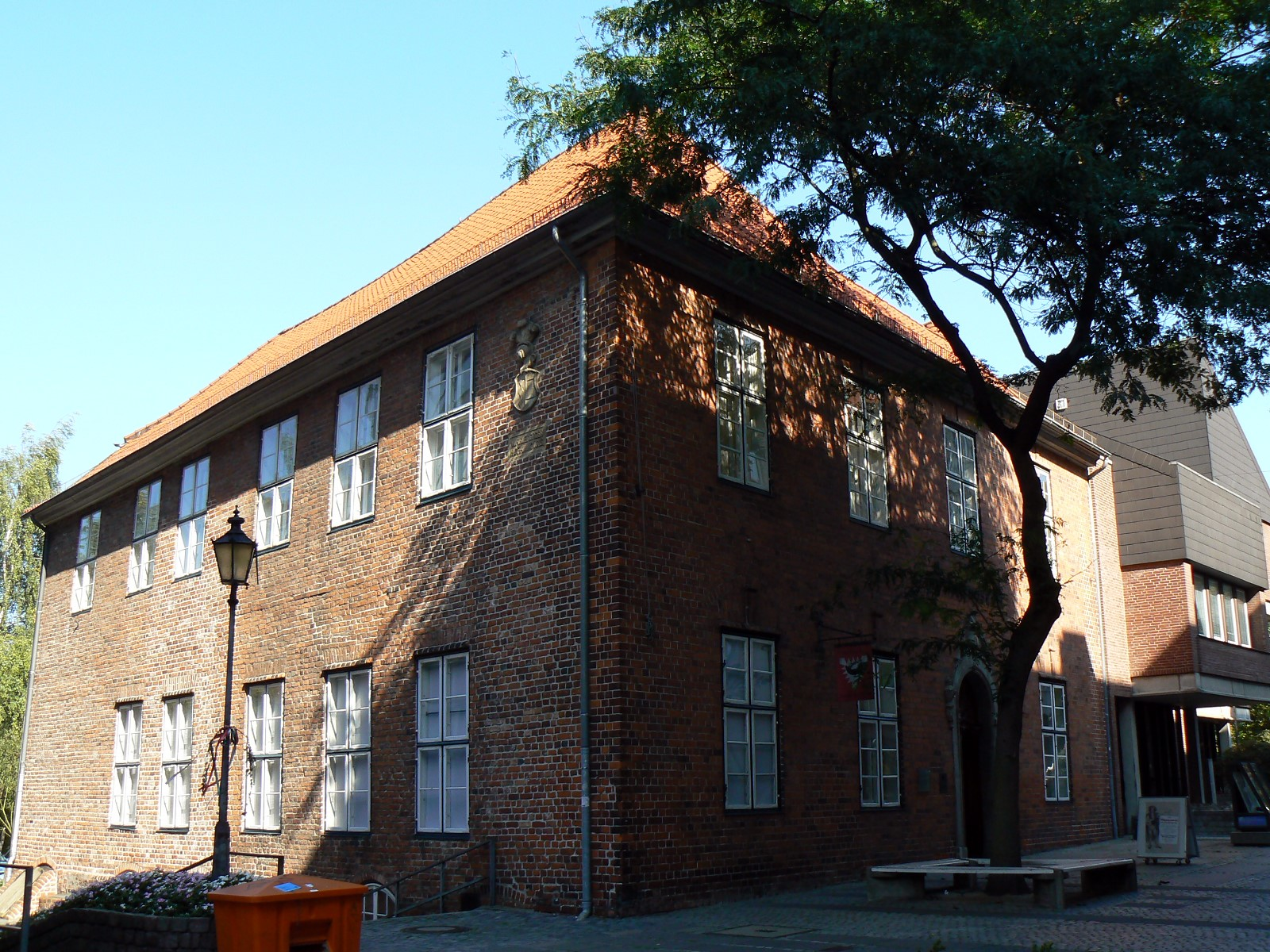
Stadtmuseum Warleberger Hof
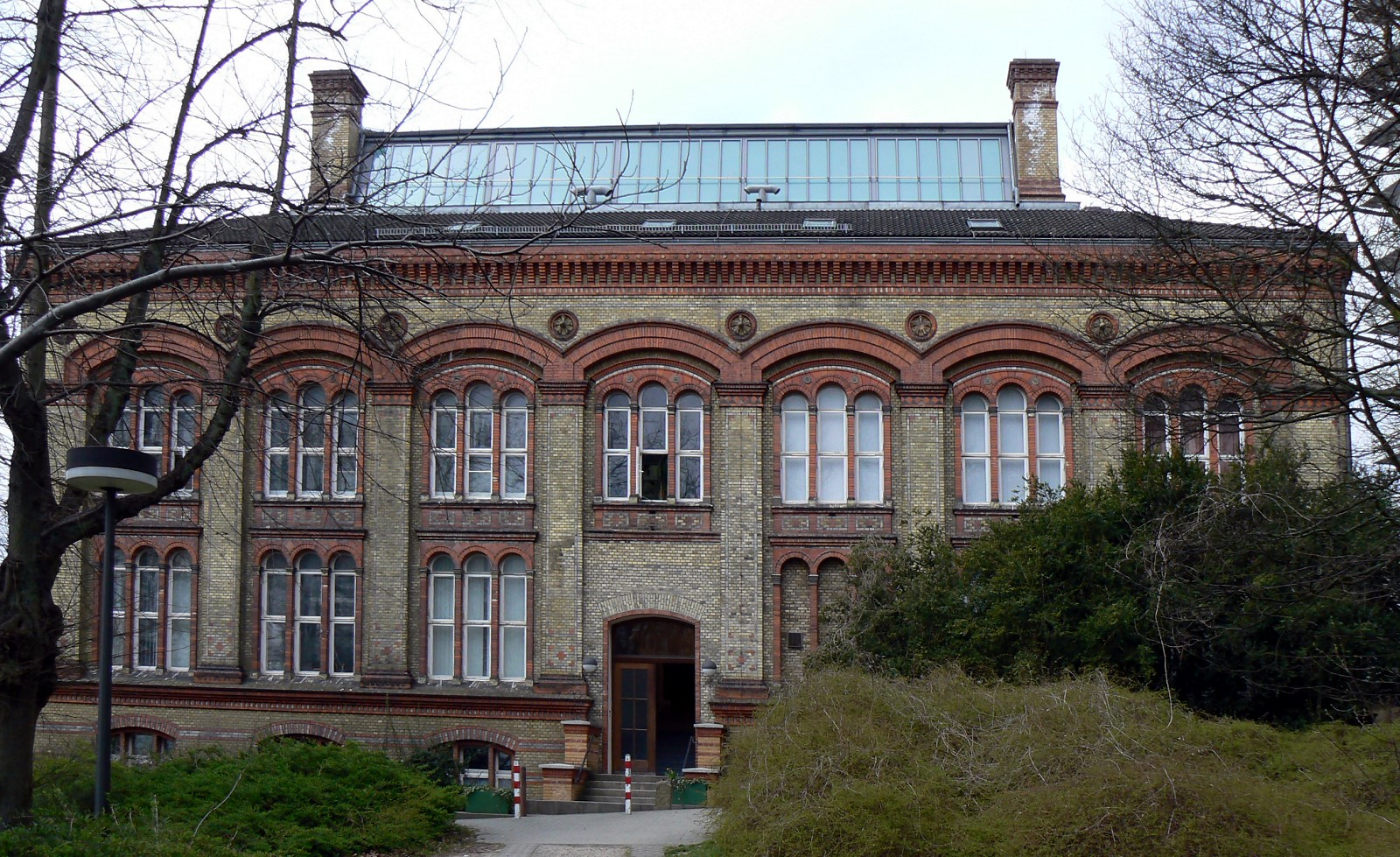
Zoologisches Museum